# Kočín (Temelín)
Kočín (německy Kotschin, Kotzin) je malá vesnice, část obce Temelín v okrese České Budějovice v Jihočeském kraji. Nachází se asi čtyři kilometry jižně od Temelína. Prochází zde silnice II/122. Kočín je také název katastrálního území o rozloze 3,42 km².

## Historie
První písemná zmínka o vesnici pochází z roku 1360. V roce 1921 zde stálo 40 domů a žilo zde 214 obyvatel.

## Obyvatelstvo
| Rok            | 1869 | 1880 | 1890 | 1900 | 1910 | 1921 | 1930 | 1950 | 1961 | 1970 | 1980 | 1991 | 2001 | 2011 | 2021 |
| -------------- | ---- | ---- | ---- | ---- | ---- | ---- | ---- | ---- | ---- | ---- | ---- | ---- | ---- | ---- | ---- |
| Počet obyvatel | 221  | 242  | 221  | 224  | 227  | 214  | 212  | 169  | 166  | 132  | 106  | 78   | 61   | 77   | 76   |
| Počet domů     | 29   | 36   | 38   | 39   | 40   | 40   | 43   | 43   | 63   | 35   | 32   | 35   | 36   | 37   | 37   |

## Obecní správa
Při sčítání lidu v letech 1850–1964 byl Kočín byl samostatnou obcí, se kterým patřil nejprve do okresu Budějovice, ale v letech 1880–1950 v okrese Týn nad Vltavou a od roku 1960 opět v okrese České Budějovice. Od 14. června 1964 do 30. června 1985 byl částí obce Březí u Týna nad Vltavou v okrese České Budějovice. Od 1. července 1985 je částí obce Temelín v okrese České Budějovice. V letech 1850 až 1879 byly součástí obce Kočín i Nová Ves a Temelínec.

## Hospodářství
Ve vesnici se nachází rozvodna elektřiny z blízké Jaderné elektrárny Temelín. Sídlí zde výrobce betonové střešní krytiny Betonpres.

## Pamětihodnosti
- Usedlost čp. 13
- Mohylník